# Sally El Hosaini
Sally El Hosaini (Swansea, Gales, 1976) es una directora y guionista de cine hija de padre egipcio y madre galesa que se conocieron en la década de 1960 en la Universidad de Liverpool.

## Primeros años
Si bien la pareja estaba viviendo en Egipto, su madre se trasladó a Swansea para que Sally naciera en el Reino Unido y después la llevó a El Cairo donde creció hasta que, al cumplir 16 años, la animó a ir a estudiar a Gales. Fue así que realizó sus estudios de secundaria en Atlantic College, centro educativo del sur de esa región perteneciente a la United World Colleges, institución que acoge a estudiantes de distintas partes del mundo para cultivar el entendimiento intercultural. Más adelante estudió árabe y estudios de Oriente Medio en Durham y tuvo una primera experiencia laboral con el director de teatro John Sichel de UK Arts International.
Antes de dedicarse a dirigir películas, enseñó literatura inglesa en Sana'a, Yemen, y trabajó para Amnistía Internacional.

## Actividad profesional
Comenzó a trabajar como coordinadora de producción en documentales sobre Medio Oriente; cuando en 2003 durante la  Guerra de Irak conoció a la esposa e hijos de un excomandante del ejército de Saddam que por temor a su seguridad habían pasado varios años sin salir de su casa,  decidió trabajar en ficción apelando a hechos reales. Después de trabajar como coordinadora de producción en tres largometrajes dirigidos por Laurens C. Postma, Bader Ben Hirsi y Roy Battersby, se vinculó a la BBC como consultora y en la supervisión de guion de la serie dramática televisiva House of Saddam (2008). Por la misma época dirigió dos cortometrajes, uno de ellos, Henna Night, sobre una joven que se encuentra en una relación lésbica, y fue ayudante del asistente de director en el largometraje Green Zone: Distrito protegido (2008).
Realizó su primer largometraje, My Brother the Devil  (2012) que fue galardonado con diversos premios. La película llevó seis años de producción y la directora declaró sobre el filme:

”Quería explorar la importancia de la masculinidad. Viví durante 10 años en Hackney y me fascinaban los adolescentes que veía por el vecindario, en especial aquellos de origen árabe con cuya cultura me podía vincular. Inicialmente me interesó la banda como una familia subrogante pero al profundizar mi conocimiento me sumergí en sus peleas. Investigué sobre el tema, pasé mucho tiempo escuchándolos contando sus historias, conocí sobre sus intentos de lograr la felicidad y sus luchas para conseguir empleo.”

En 2014 dirigió tres episodios de la miniserie británica Babylon y en 2019 le fue encomendada la dirección del filme  The Swimmers, la historia de Yusra Mardini y su hermana –ambos nadadores de competición y el primero, participante en las Olimpíadas- que en 2015 escaparon de Siria huyendo de la guerra civil y en su travesía entre Turquía y Grecia salvaron a los otros ocupantes del bote que los transportaba cuando el mismo volcó.

## Televisión
Consultora y supervisión de guion
- House of Saddam (miniserie, 2008) (4 episodios)

Directora
- Babylon (miniserie, 2014) (3 episodios)

Aparición como ella misma
- 56th BFI London Film Festival (documental especial, 2012)
- Sundance Directors Lab (serie documental, 2009) …como ella misma:
  - Working with the Crew
  - That's a Wrap!
  - Visual Style
  - Getting Started

## Filmografía
Ayudante del asistente de director
- Green Zone: Distrito protegido (2008)

Coordinadora de producción
- Exitz (2007) dir. Laurens C. Postma
- A New Day in Old Sana'a (2005) dir. Bader Ben Hirsi
- Red Mercury (2005) dir. Roy Battersby

Directora
- The Swimmers[3]
- My Brother the Devil (2012)
- Henna Night (cortometraje, 2009)
- The Fifth Bowl (cortometraje, 2008)

Guionista
- My Brother the Devil (2012)
- Henna Night (cortometraje, 2009)
- The Fifth Bowl (cortometraje, 2008)

Actriz
- A New Day in Old Sana'a (2005) …invitada a la boda

Productora
- My Brother the Devil  (2012)

Invitada
- Let's Dance: Bowie Down Under (cortometraje documental, 2015)
- Habibti (cortometraje, 2010) …como ella misma
- Makers Our Story (documental, 2011) …como ella misma

## Premios y nominaciones

### My Brother the Devil
Festival Internacional de Cine de Directores debutantes de Annonay, 2013
- Sally El Hosaini, ganadora del Premio del Público.
- Sally El Hosaini, nominada para el Gran Premio del Jurado

Festival Internacional de Cine de Berlín, 2012
- Sally El Hosaini ganadora del premio Europa Cinemas al mejor filme europeo.

British Film Institute, 2012
- Sally El Hosaini, nominada al Premio Sutherland

British Independent Film, 2012
- James Krishna Floyd ganador del Premio a la Mejor Promesa.
- Sally El Hosaini, nominada al Premio Douglas Hickox.

Premios Chéries-Chéris, 2013
- Sally El Hosaini, nominada al Gran Premio al filme de ficción.

Premios Evening Standard al cine británico, 2013
- Sally El Hosaini, ganadora del Premio a la Mejor Promesa como directora y guionista
- David Raedeker, nominado al Premio a la Mejor Fotografía por este filme.
- James Krishna Floyd, nominado a la Mejor Promesa como actor, por este filme.

Outfest Los Angeles, 2012
- Sally El Hosaini (directora) y Rooks Nest Entertainment (compañía productora), ganadores del Gran Premio del Jurado a la Película de Ficción en la sección Internacional

Círculo de Críticos de Cine de Londres, 2013
- Sally El Hosaini, ganadora del Premio a la Mejor Promesa
- Fady Elsayed, nominado al Premio al Actor Joven del año.
- Sally El Hosaini nominada al Premio al Mejor Director británico debutante
- David Raedeker, nominado al Premio a la Mejor Fotografía por este filme.

Festival de Cine de Londres, 2012
- Sally El Hosaini,  directora y guiuonista, Ganadora del Premio a la Mejor Promesa Británica
- Fady Elsayed, actor nominado al Premio al Mejor Debutante
- Sally El Hosaini, nominada al Premio Sutherland a la Mejor Primera Película de Ficción

Festival Internacional de Cine de Milán, 2012.
- James Krishna Floyd, ganador del Premio al Mejor Actor
- Sally El Hosaini, nominada al Premio al Mejor Director
- Sally El Hosaini, nominada al Premio al Mejor Guion.

Festival Películas del Sur, Oslo,  2012
- Sally El Hosaini nominada al Premio Espejo de Plata a la Mejor Película

Festival de Cine Lésbico y Gay de San Francisco, 2012
- Sally El Hosaini, ganadora de la Mención Especial en el rubro Mejor Primera Película

Festival de Cine de Estocolmo, 2012
- Sally El Hosaini, nominada al Premio Caballo de Bronce a la Mejor Película.

Festival de Cine Sundance, 2012}}
- David Raedeker, ganador del Premio a la Mejor Fotografía en el Cine Mundial en el rubro filmes dramáticos.
- Sally El Hosaini, nominada al Gran Premio del Jurado en el Cine Mundial en el rubro filmes dramáticos.

Festival de Directores de Fotografía de Cine Hermanos Manaki, de Macedonia,
- David Raedeker, ganador del Premio Nueva Visión[12]